# Arroio São João (afluente do rio Ibicuí)
O arroio São João é um arroio brasileiro do estado do Rio Grande do Sul. Situa-se no município de Alegrete, sendo um dos afluentes do rio Ibicuí.